# Fregate klase Koni
Klasa raketnih fregata Koni je NATO-va oznaka za klasu raketnih fregata koje je izgradio bivši SSSR. Poznate su i kao sovjetski Projekt 1159. Ukupno je izgrađeno 14 brodova u brodogradilištu u Zelenodolsku na Crnom moru između 1975. i 1988. Prvobitno je zamišljena kao zamjena za staru klasu fregata Riga, ali na kraju je izabran kao izvozni proizvod za prijateljske mornarice. Koni I podklasa je namijenjena za europske vode, dok je podklasa Koni II izgrađena za toplije vode. Samo ih je nekoliko danas u službi.
Dvije fregate ove klase prodane su Jugoslaviji, a na osnovu njih kasnije su izgrađene dvije nove fregate jugoslavenske proizvodnje koje su poznatije kao veliki patrolni brodovi klase Kotor. Rumunjska klasa fregata Tetal vrlo je slična klasi Koni.

## Povijest brodova klase Koni u mornarici Jugoslavije
VPBR-31 „Split“ ( ex-SSSR „Sokol“, gradnja 204): naručen je 14. travnja 1976., kobilica položena u siječnju 1978. u brodogradilištu Crveni metalac (rus. „Красный металлист“) u Zelenodolsku, porinut 21. travnja 1979., uskoro je unutrašnjim plovnim putevima prebačen u Azovsko, a zatim u Crno more gdje su nastavljena primopredajna ispitivanja. U sastav RM SSSR-a ušao 30. studenog 1979., odakle je izašao 19. veljače 1980. Predan je JRM 10. ožujka 1980., a iz flotne liste RM SSSR-a izbrisan je 1. lipnja iste godine.
VPBR-32 „Koper“ ( ex-SSSR SKR-481, gradnja 205): kobilica je položena 25. prosinca 1979. u brodogradilištu Crveni metalac (rus. „Красный металлист“) u Zelenodolsku, porinut 24. prosinca 1981., da bi na proljeće 1982. bio prebačen unutrašnjim plovnim putevima u Crno more na nastavak primopredajnih ispitivanja. U sastav RM SSSR-a ušao 30. rujna 1982. U sastavu RM SSSR-a ostaje do 2. listopada, da bi 1. prosinca bio izbrisan iz sastava flote. 5. prosinca 1982. ulazi u sastav flote RM Jugoslavije.

## Vanjske poveznice
|  | Zajednički poslužitelj ima još gradiva o temi Fregate klase Koni |